# Sarah Huffman
Sarah Huffman (* 5. März 1984 in Danbury, Connecticut) ist eine ehemalige US-amerikanische Fußballspielerin.

## Karriere

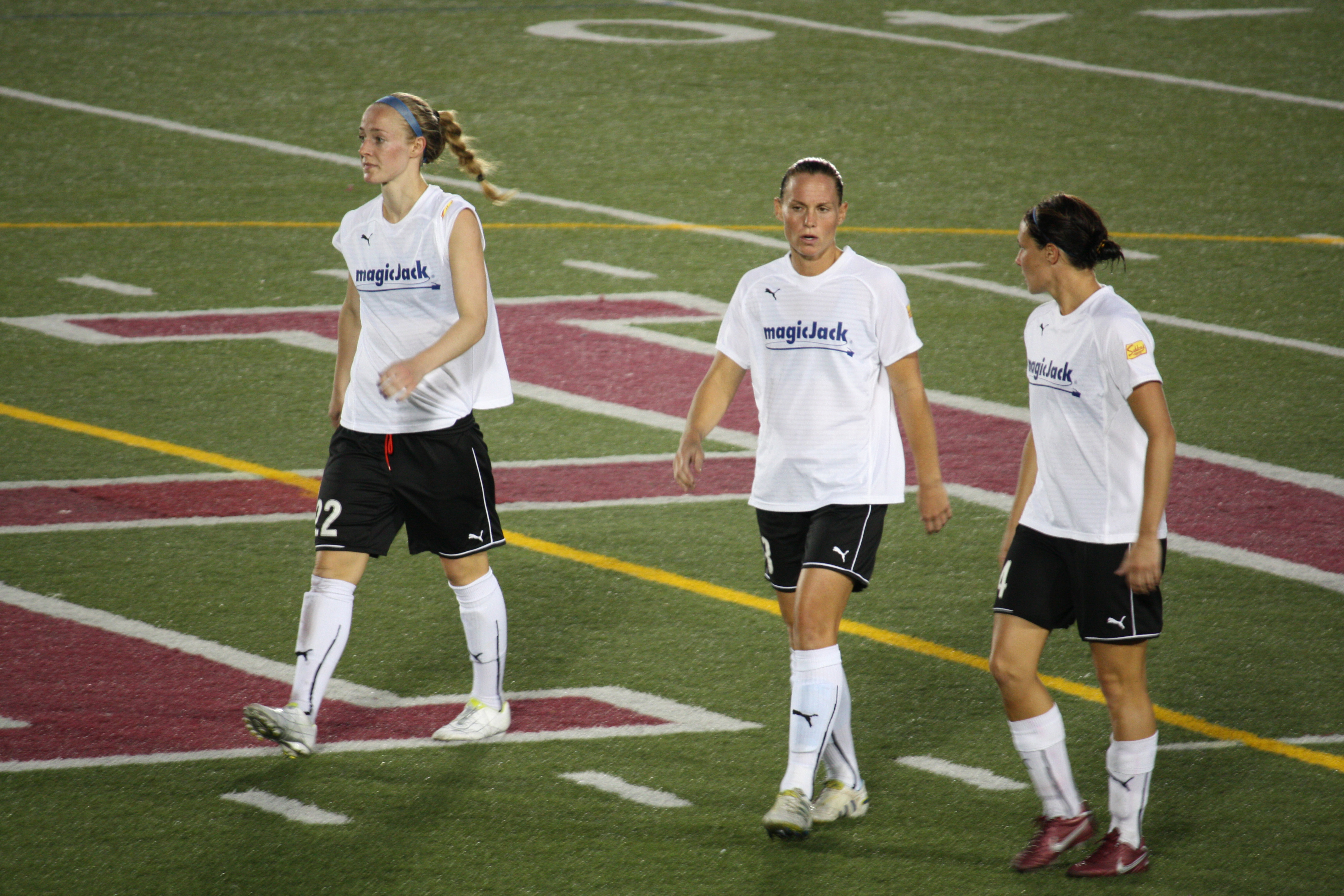
Huffman (rechts) neben ihren Teamkolleginnen Becky Sauerbrunn und Christie Rampone (2011)

Huffman begann ihre Karriere beim W-League-Teilnehmer Washington Freedom, mit dem sie im Jahr 2007 die Meisterschaft erringen konnte. Im folgenden Jahr spielte sie für den norwegischen Erstligisten Røa IL, mit dem sie das Double aus Meisterschaft und Pokal gewann. Zur Premierensaison der neugegründeten WPS kehrte sie zur Franchise der Washington Freedom zurück und blieb dieser auch nach der Umbenennung als magicJack vor der Saison 2011 treu. Nach der Auflösung der WPS vor der Saison 2012 wechselte sie zu den Pali Blues in die W-League.
Anfang 2013 wurde Huffman als sogenannter Free Agent von der neugegründeten NWSL-Franchise der Western New York Flash verpflichtet. Ihr Ligadebüt gab sie am 24. Mai 2013 gegen die Chicago Red Stars als Einwechselspielerin. Im April 2014 wechselte Huffman kurz vor Saisonbeginn zum Ligarivalen und amtierenden Meister Portland Thorns FC und beendete dort schließlich im November 2014 ihre aktive Karriere.

### Nationalmannschaft
Huffman durchlief die Nachwuchsteams des US-amerikanischen Fußballverbandes in den Altersklassen U-16, U-17, U-19, U-21 und U-23. Bei der U-19-Weltmeisterschaft im Jahr 2002 gewann sie mit dem US-Team die Goldmedaille. Im Juli 2010 absolvierte Huffman ihr einziges Spiel in der A-Nationalmannschaft der Vereinigten Staaten.

## Erfolge
- 2002: Gewinn der U-19-Weltmeisterschaft
- 2007: Meister der W-League (Washington Freedom)
- 2008: Norwegische Meisterschaft, NM-Cup (Røa IL)

## Privates
Von Oktober 2013 bis Oktober 2016 war Huffmann mit der Fußballnationalspielerin Abby Wambach verheiratet.